# Venilton Teixeira
Venilton Torres Teixeira (Laranjal do Jari, 6 de setembro de 1995) é um taekwondista brasileiro, medalhista em campeonato mundial

## Carreira

### Rio 2016
Venilton Teixeira competiu na Rio 2016, na categoria até 58kg após vencer na primeira luta Ron Atias, acabou caindo na segunda rodada para o mexicano Carlos Navarro e não teve chances de repescagem.